# 1633 az irodalomban
Az 1633. év az irodalomban.

## Születések
- február 23. – Samuel Pepys angol politikus, parlamenti képviselő; az irodalomban naplója nevezetes († 1703)
- ? – Szentiványi Márton jezsuita hittudós, polihisztor, író († 1705)

## Halálozások
- március 1. – Georg Herbert wales-i születésű brit költő, az ún. metafizikus költők csoportjának tagja (* 1593)